# Cavernas de Jandaíra
Cavernas de Jandaíra é uma área cárstica de importante interesse espeleológico, biológico, geológico e paleontológico localizada no município de Jandaíra, Rio Grande do Norte, Brasil. Está localizada a aproximadamente 120 km de Natal, capital do estado. A área possui em torno de 20 cavernas calcárias que são utilizadas pelos nativos e outras pessoas como área de lazer, visitação e pesquisas científicas. 
Principais cavernas da área são:
- Gruta do Letreiro;
- Toca da Aroeira;
- Grutas dos dois Juazeiros;
- Fenda Torta;
- Gruta do Argh;
- Gruta do Ô'Louco;
- Apertar da Hora; e
- Canyon.

Além dessa área, Jandaíra conta com mais outras localidades com ocorrência de cavernas; o município conta até então com 42 cavidades catalogadas no Cadastro Nacional de Informações Espeleológicas - CANIE, gerenciado pelo CECAV/ICMBio.